# Seznam československých hráčů v NHL v sezóně 1983/1984
Toto je seznam hráčů Československa a jejich statistiky v sezóně 1983/1984 NHL.
- Stanley Cup v této sezóně získal Jaroslav Pouzar s týmem Edmonton Oilers.

| Tým                 | Věk | Hráč            | Post | Počet zápasů | Branky | Asistence | Body | Počet zápasů v play off | Branky v play off | Asistence v play off | Body v play off |
| ------------------- | --- | --------------- | ---- | ------------ | ------ | --------- | ---- | ----------------------- | ----------------- | -------------------- | --------------- |
| Vancouver Canucks   | 22  | Rick Lanz       | D    | 79           | 18     | 39        | 57   | 4                       | 0                 | 4                    | 4               |
| New Jersey Devils   | 22  | Jan Ludvig      | F    | 74           | 22     | 32        | 54   | Ne                      |                   |                      |                 |
| Vancouver Canucks   | 33  | Jiří Bubla      | D    | 62           | 6      | 33        | 39   | 2                       | 0                 | 0                    | 0               |
| Edmonton Oilers     | 31  | Jaroslav Pouzar | F    | 67           | 13     | 19        | 32   | 14                      | 1                 | 2                    | 3               |
| Philadelphia Flyers | 32  | Miroslav Dvořák | D    | 66           | 4      | 27        | 31   | 2                       | 0                 | 0                    | 0               |
| Toronto Maple Leafs | 24  | Miroslav Fryčer | F    | 47           | 10     | 16        | 26   | Ne                      |                   |                      |                 |

- F = Útočník
- D = Obránce